# شاه‌پروانه آبی
شاه‌پروانه آبی (نام علمی: Morpho peleides) نام پروانه‌ای با بال‌های آبی است که زیستگاه آن مکزیک و آمریکای مرکزی است. بال‌های آبی رنگ درخشان این پروانه به دلیل شکست نور مانند رنگین کمان می‌درخشد و او از این ویژگی برای ترساندن دشمن بهره می‌برد. معمولاً اندازه بال‌های این پروانه بین ۷ تا ۲۰ سانتی‌متر است و عمر آن حداکثر ۱۱۵ روز است. بال‌های این پروانه ترکیبی از دو رنگ سبز و آبی است.

## نگارخانه

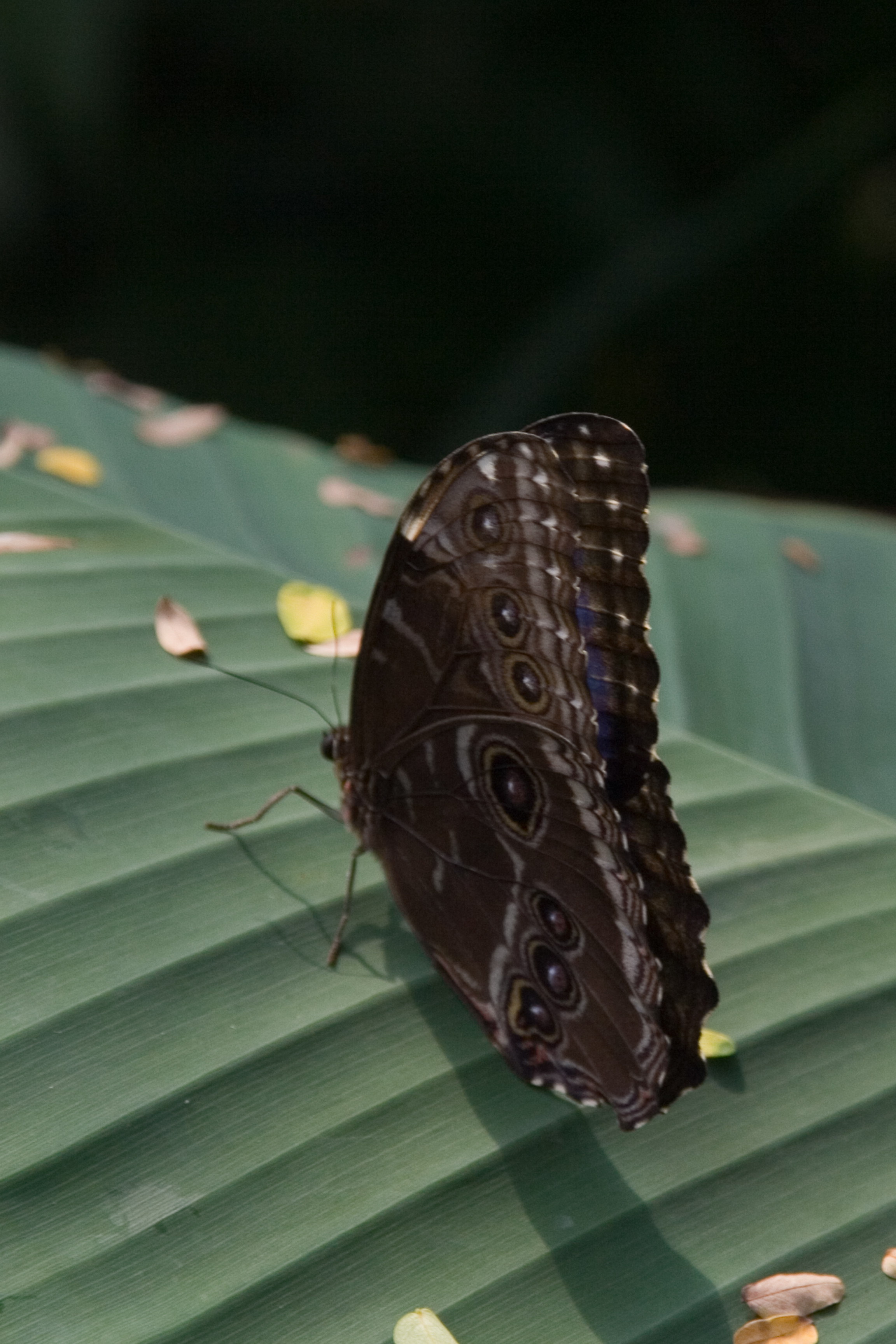
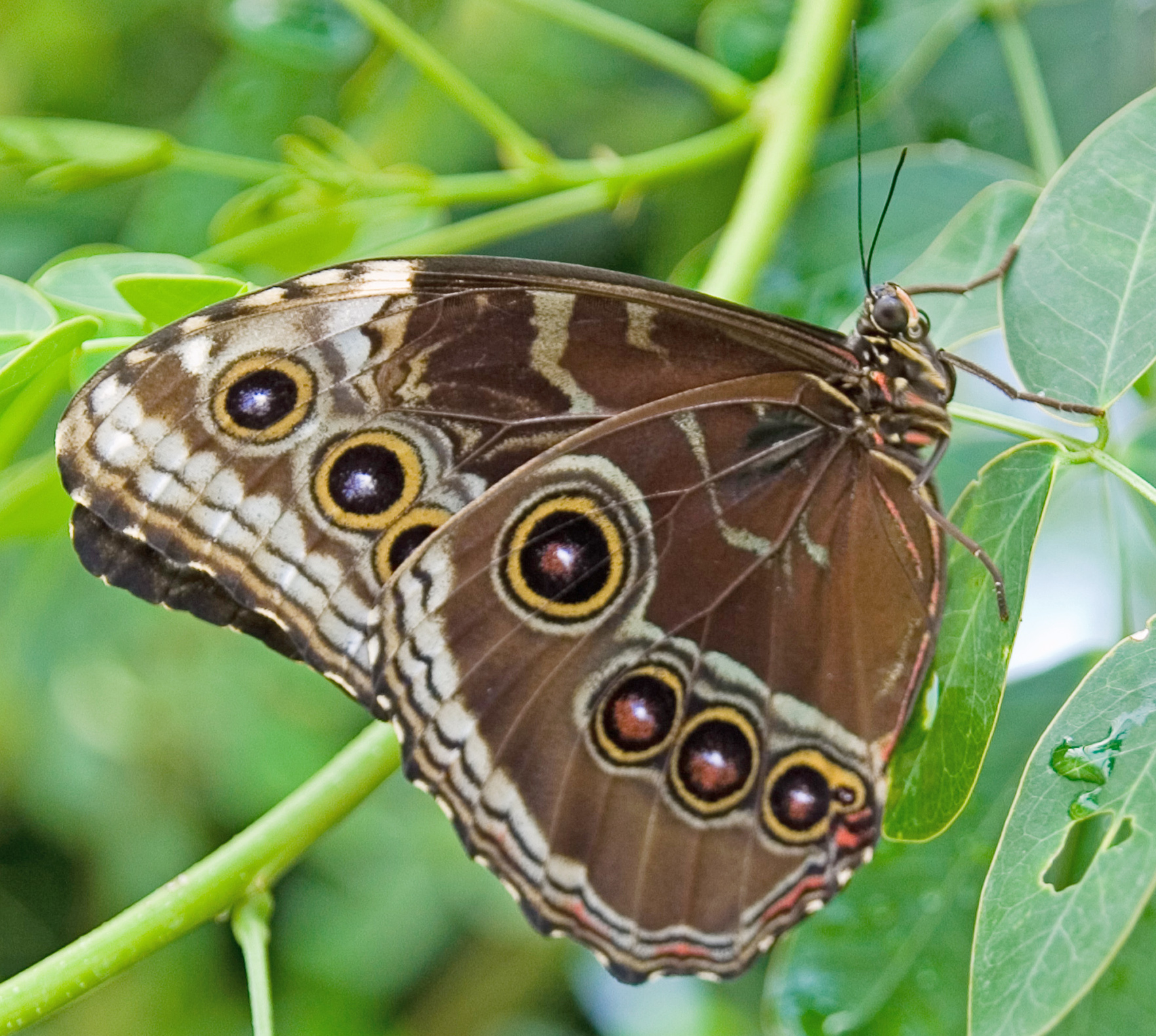
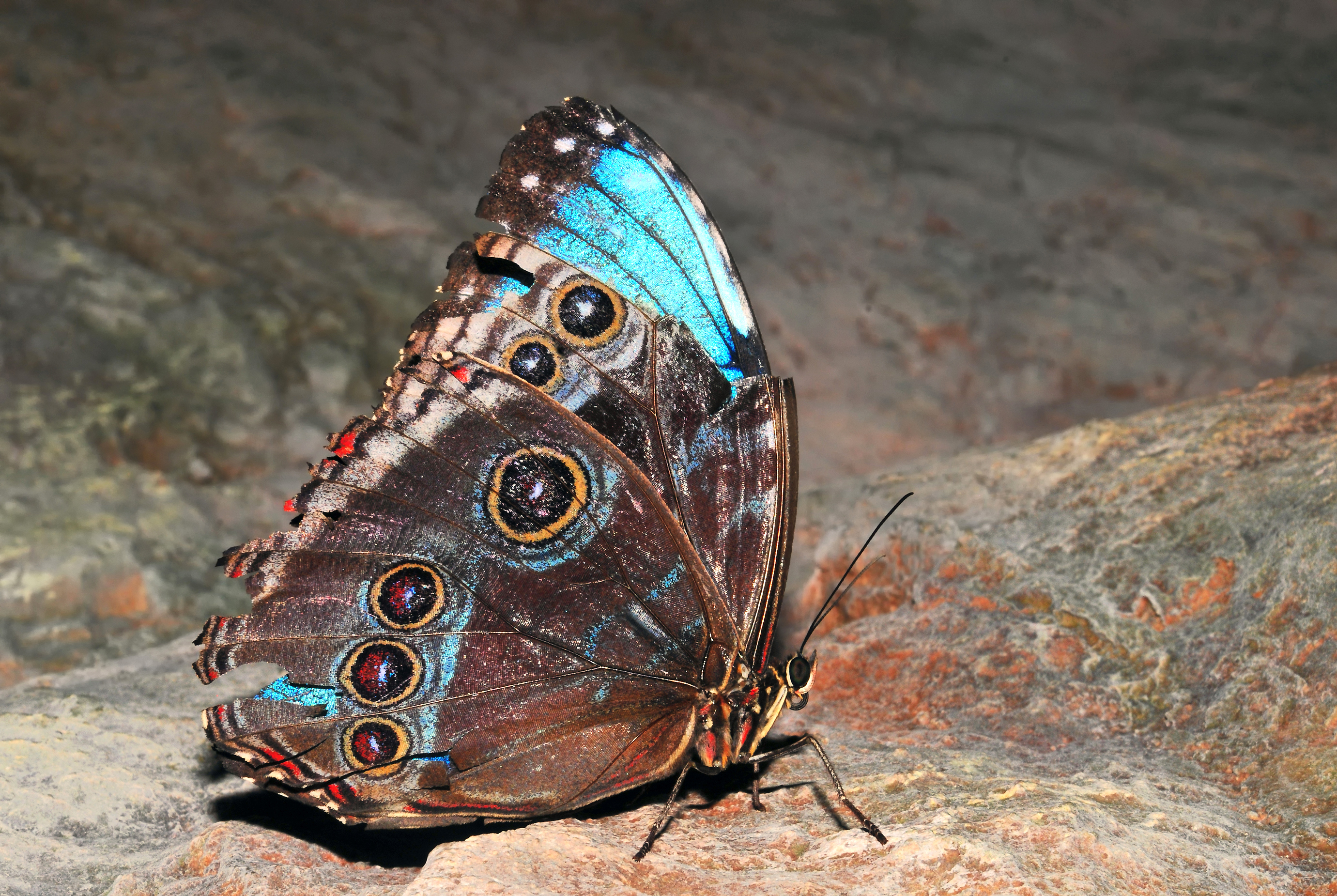